# Monsters of Liedermaching
Die Monsters of Liedermaching sind eine im Jahre 2003 gegründete Formation aus sechs gemeinsam auftretenden Solo- beziehungsweise Kleingruppen-Liedermacher-Künstlern.

## Mitglieder
- Rüdiger Bierhorst aus Berlin, sonst Solokünstler und Teil des Duos PanneBierhorst
- Jens Burger alias Burger aus Bad Gandersheim, Sänger, Frontmann und Liederschreiber der deutschen Punk-Rock-Gruppe Die Schröders, seit 2002 auch Solokünstler. Burger ist außerdem als Fotograf tätig.
- Peer Jensen alias Pensen Paletti aus Hamburg, sonst Solokünstler und auch als Sänger und Gitarrist in den Gruppen Das Pack, Den KatzePensen und Frische Mische
- Jan Labinski alias Labörnski oder Lambada, ebenfalls aus Hamburg, sonst Sänger in dem Duo Frische Mische. Er ist das einzige Mitglied der Monsters, das keine Gitarre spielt.
- Frederik Timm alias Fred Timm, ursprünglich aus Hamburg, jetzt aus der Nähe von Buxtehude. Ehemaliges Mitglied der Gruppe Norbert und die Feiglinge, jetzt Solokünstler.
- Torsten Kühn alias Der flotte Totte oder Tottovic Kalkül, ursprünglich aus Köln, jetzt in Hamburg, sonst Solokünstler und Mitglied der Bands „Muschikoffer“, „UKB Unsere kleine Band“ und „Die Intelligenzia“.

## Bandgeschichte
Die Monsters of Liedermaching (auch abgekürzt Die Monsters genannt) fanden sich anlässlich des Hamburger „Rockspektakels“ im Jahre 2003 zusammen, auf dem sie eigentlich als Solokünstler nacheinander auftreten sollten. Stattdessen stellten sie Bierbänke auf die Bühne und absolvierten den Auftritt gemeinsam. In fliegendem Wechsel sang jeder von ihnen einzelne Lieder, während die übrigen den Vortragenden durch Gesang oder spontane Showeinlagen unterstützten.
Nachdem dieser Auftritt vom Publikum sehr gut aufgenommen worden war, beschlossen die einzelnen Künstler, künftig häufiger gemeinsam aufzutreten. Diese Entscheidung wurde in der Kneipe „Querschlag“ in Clausthal-Zellerfeld getroffen.
Eine enge Verbindung der Band besteht zum Open Flair, bei dem die Band seit 2004 jedes Jahr auftrat.
2014 gab die Band bekannt, dass sie eine Pause machen möchte, um verstärkt ihren Aktivitäten in den Soloprojekten / eigenen Bands nachzugehen. Somit waren die Monsters nach 10 Jahren 2014 beim Open Flair nicht vertreten. Diese Pause war jedoch von nur kurzer Dauer – schon im Sommer 2015 startete ihre nächste Tour mit einem erneuten Auftritt auf dem Open-Flair-Festival.
Am 15. September 2017 erschien mit „Für alle“ das erste Studioalbum der Band.

## Musik und Texte
Das Repertoire der Monsters of Liedermaching besteht in erster Linie aus dem Solomaterial der einzelnen Mitglieder. Jens Burger und Frederick Timm greifen teilweise auch auf Stücke zurück, die ursprünglich von Die Schröders beziehungsweise Norbert und die Feiglinge gespielt wurden. Es gibt mittlerweile auch speziell für die Monsters of Liedermaching geschriebene Lieder. Eine vorgegebene, durchgehende musikalische Linie findet sich bei ihnen jedoch nicht. Jedes Mitglied hat seinen persönlichen Stil und ist bei der Darbietung seiner Lieder nicht auf die Mitwirkung der anderen angewiesen. Bei der Darbietung treten diese meist dennoch durch Harmoniegesang und bei einzelnen Stücken durch spezielle Gimmicks in Erscheinung. Die meisten Liedtexte sind je nach Interpret frech, ironisch oder verspielt skurril.

## Diskografie

Cover der 2009 erschienenen DVD Das Auge hört mit

Alle Alben, bis auf Für Alle, entstanden durch Mitschnitte bei Liveauftritten. Die Alben von 2004 bis 2014 erschienen beim Label Nothing to Loose, das Album Für Alle bei Odyssey Music Network.  Wiedersehen macht Freude und die in limitierter Auflage erschienenen EPs Nur die anderen können es besser I und II wurden ohne Beteiligung eines Labels veröffentlicht.
- 2004: 6 Richtige (Doppel-CD-Album)
- 2006: Männer wie uns (Doppel-CD-Album plus Video-DVD)
- 2008: Sitzpogo
- 2009: Das Auge hört mit (DVD)
- 2010: Nur die anderen können es besser (Vol. 1) (EP, Vinyl)
- 2011: Haie im Flipperpelz
- 2012: Schnaps & Kekse
- 2013: 10 Jahre Monsters of Liedermaching – Das Jubiläumsalbum
- 2014: Nur die anderen können es besser #2 (EP)
- 2016: Wiedersehen macht Freude
- 2017: Für Alle (Studioalbum)
- 2022: Glück zählt auch
- 2023: Federwisch im Elfental
- 2025: Setzen, Sekt!